# Villengruppe Baraschstraße/Winklerstraße

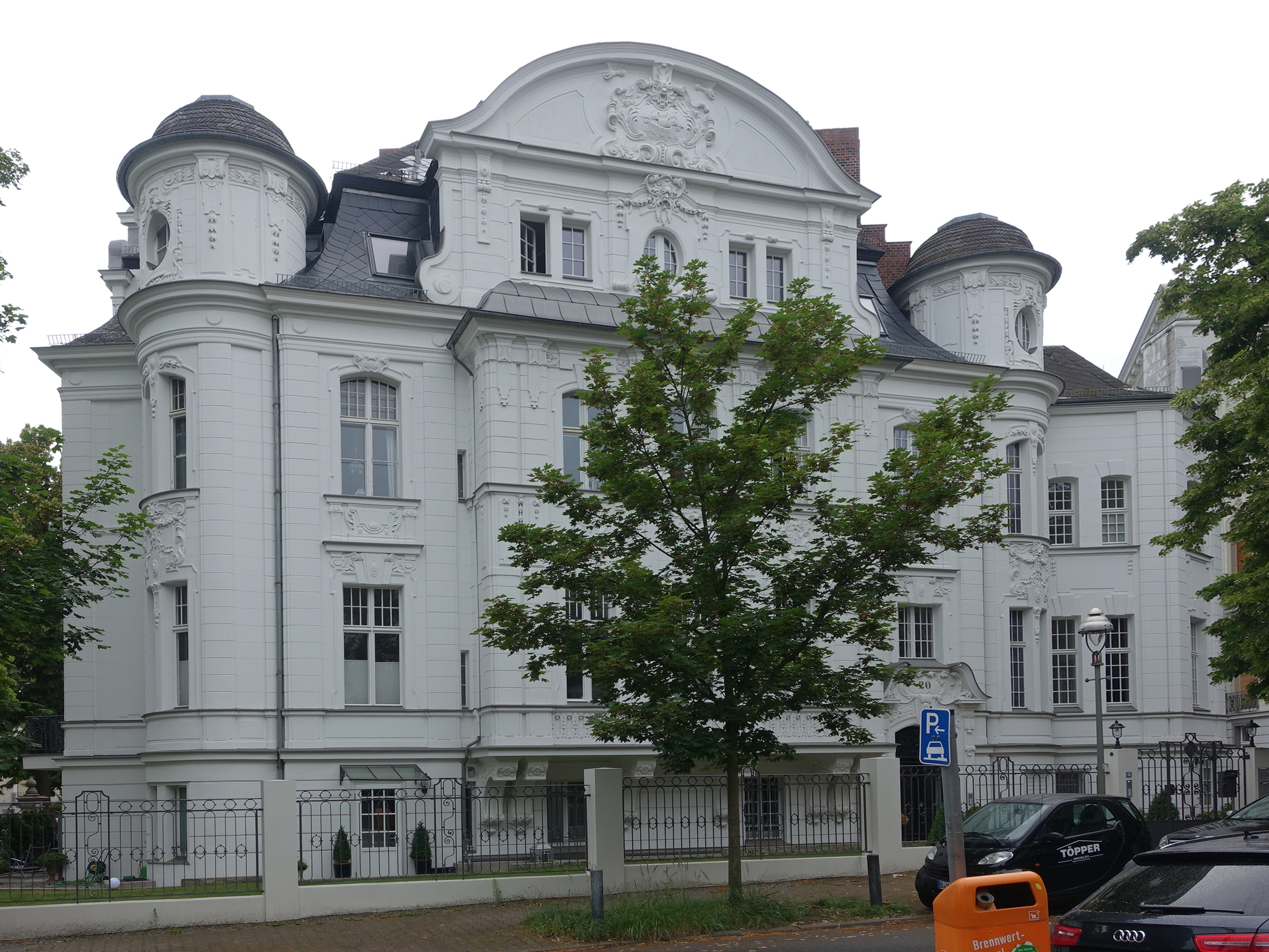
Blick auf das Eckgebäude in der Baraschstraße 20

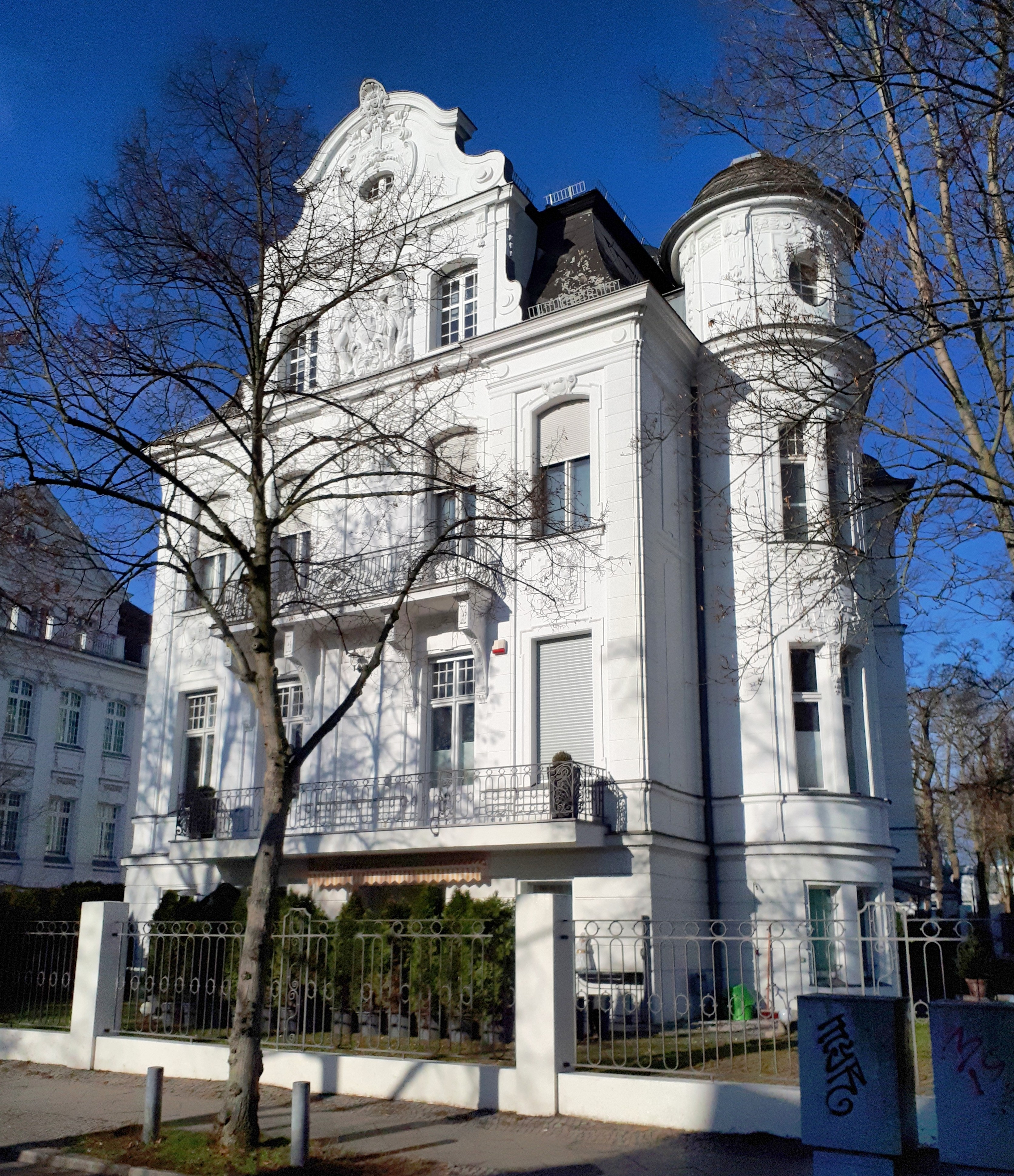
Straßenansicht der Villengruppe

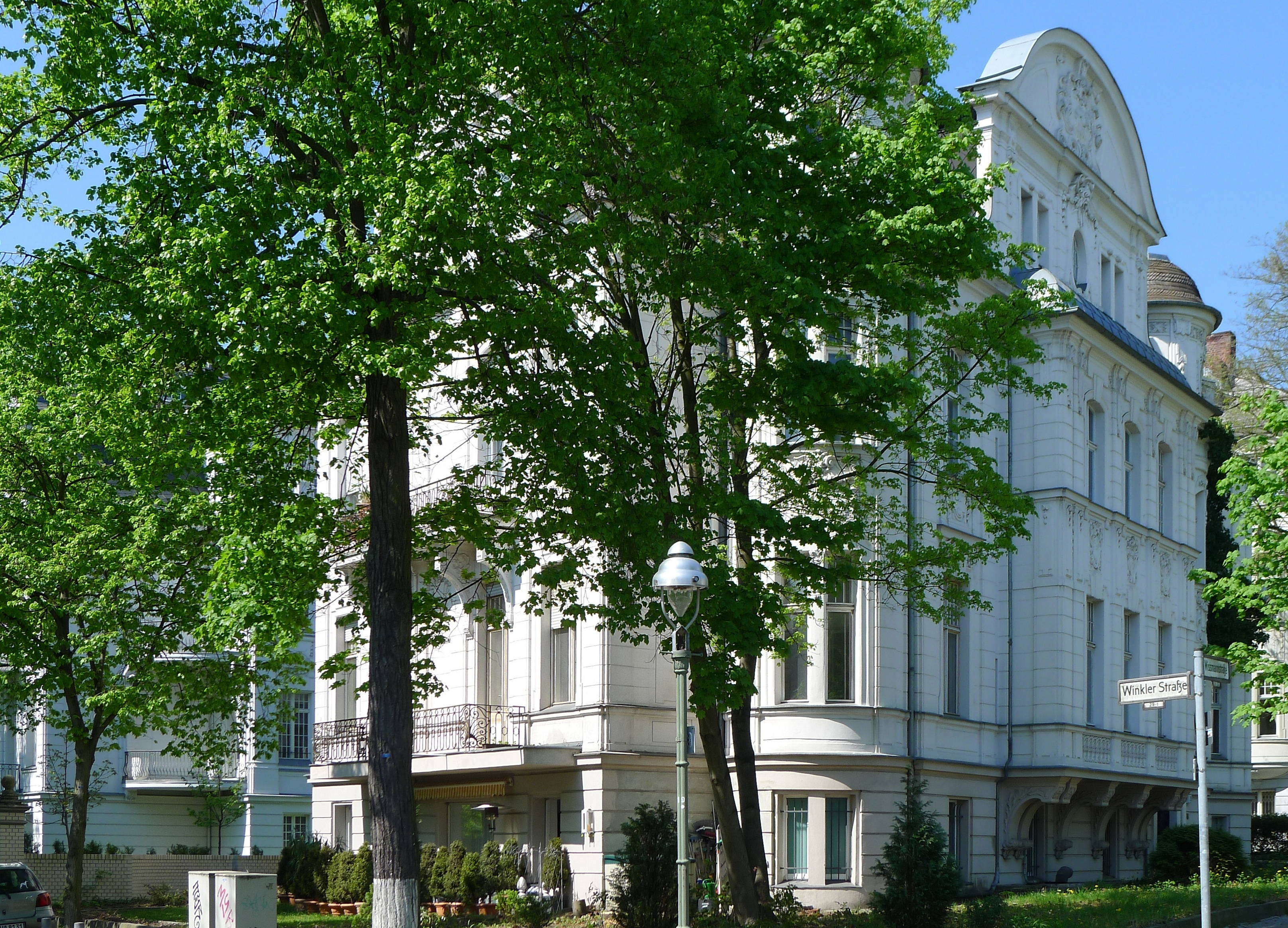
Baraschstraße 20 an der Ecke zur Winkler Straße, Teil der Gesamtanlage

Die Villengruppe Baraschstraße 20, 22 / Winkler Straße 1 ist ein Baudenkmal im Berliner Ortsteil Grunewald im Bezirk Charlottenburg-Wilmersdorf.

## Geschichte
Die drei Villen wurden 1896 bis 1898 vom Architekten Wilhelm Walther entworfen und gemeinsam mit der Firma Held & Francke ausgeführt. Walther nutzte die Winkler Straße 1 zugleich als eigenes Atelier. Seit 1967 dient das dortige Eckgebäude als Altenheim, während die beiden anderen Häuser weiterhin als Wohngebäude genutzt werden. Die ursprünglichen Grundrisse sind in keinem der Gebäude mehr erhalten. Die angrenzende Straße trug bis 2022 den Namen Wissmannstraße und wurde im Februar 2022 in Baraschstraße, in Gedenken an die Gebrüder Barrasch, umbenannt.

## Architektur
Die Villengruppe zählt zu den eindrucksvollsten Mietshausensembles der Grunewalder Villenkolonie. Die Stuckfassaden der drei Häuser sind reich dekoriert, zeigen vielfältige Stilformen und eine hohe Plastizität. Zur Winkler Straße hin entfaltet sich eine fast barock anmutende  Dreiflügelanlage, mit einem klassizistischen Mittelrisalit, der aus der Tiefe des Grundstücks optisch auf die Straße wirkt, auf deren anderer Seite das Landhaus Israel liegt. Die Fassaden zur Baraschstraße variieren dieses Thema mit unterschiedlichen Risaliten, Erkern und Giebeln. Charakteristisch für Walthers Architektur ist die Verbindung von plastischer Form und akzentuiertem Dekor.

## Denkmalschutz
Die Villengruppe ist als Gesamtanlage in der Denkmaldatenbank des Landesdenkmalamts Berlin unter der Objekt-Dokumentationsnummer 09046601 registriert. Sie gilt aufgrund ihrer städtebaulichen und architekturgeschichtlichen Qualitäten als besonders schützenswert.